# Голдстайн, Стивен
Стивен Голдстайн (англ. Steven Goldstein, 23 февраля 1981, Богота) — колумбийский автогонщик.
Начал карьеру в 2002 году: в тот год Стивена пригласили в образовательную гоночную школу BMW в Германии, инструктора которой порекомендовали ему профессионально заняться автогонками.
Уже в 2004 году он стал Победителем чемпионата Формула 2000 в США в 8 заездах.
Выиграв эти соревнования, Стивен получил предложение подписать контракт с командой Ауди Спорт Италия для участия в европейских заездах. Он согласился и переехал в Барселона, где жил 2 года. В Барселоне Стивен участвовал в гонках и работал инструктором для RACC Renault в Автогонках Барселоны 'Автодром Каталунья'.
Он дебютировал в чемпионате Euro Superstars Championship в 2006, где получил награду «Лучший дебютант сезона» среди 25 пилотов.
В 2007 он выиграл ‘Constructor’s Championship’ в составе команды Ауди Спорт Италия. Команда продлила контракт с ним еще на два года.

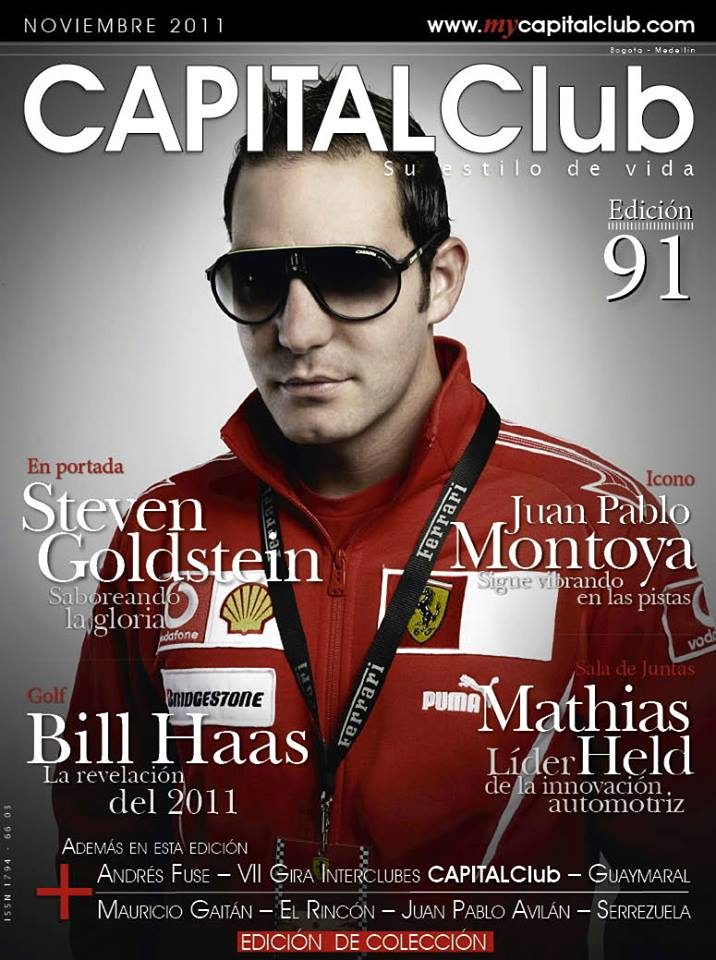
Стивен Гольдштейн на обложке Capital Club Magazine, ноябрь 2011

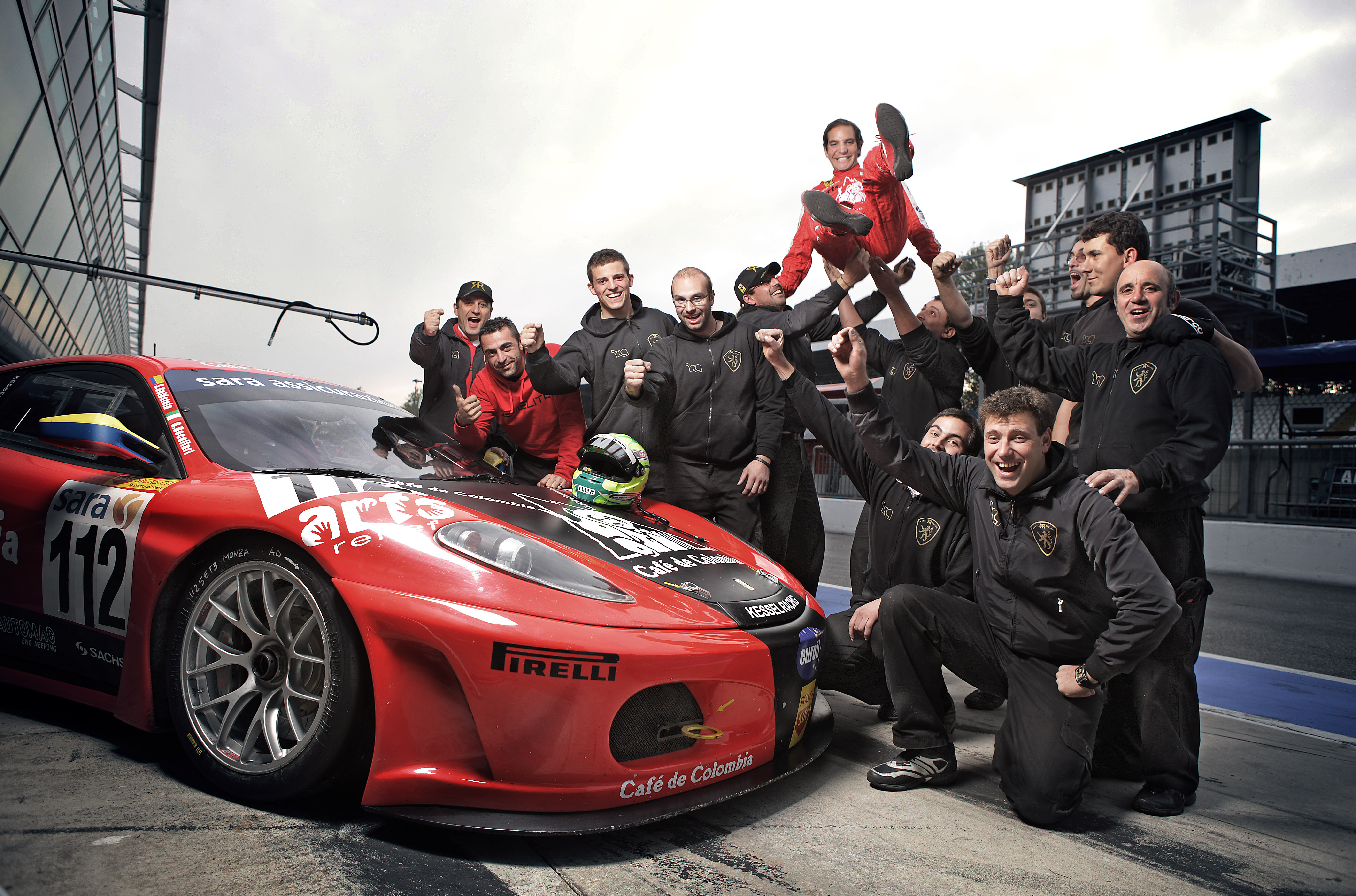
Стивен Гольдштейн празднуется его команды в Монце, Италия

Стивен окончил с отличием American University в США по специальности маркетинга. Также в настоящее время он проходит обучение по программе MBA в престижном университете Боккони в Милане и делает стажировку в рекламном агентстве Saatchi & Saatchi.
Спонсором колумбийского пилота с начала его карьеры является компания Café de Colombia. Вторым спонсором выступает Pirelli. Он также является послом некоммерческой организации ‘MAS ARTE, MENOS MINAS’, возглавляемой правительством Колумбия, цель которой ликвидировать наземные мины и поддерживать людей, ставших их жертвами.